# Brides-les-Bains
Brides-les-Bains és un municipi francès situat al departament de la Savoia i a la regió d'Alvèrnia-Roine-Alps. L'any 2007 tenia 575 habitants.

## Demografia

### Població
El 2007 la població de fet de Brides-les-Bains era de 575 persones. Hi havia 276 famílies de les quals 116 eren unipersonals (48 homes vivint sols i 68 dones vivint soles), 52 parelles sense fills, 68 parelles amb fills i 40 famílies monoparentals amb fills.
La població ha evolucionat segons el següent gràfic:
Habitants censats

### Habitatges
El 2007 hi havia 1.264 habitatges, 286 eren l'habitatge principal de la família, 960 eren segones residències i 18 estaven desocupats. 143 eren cases i 1.080 eren apartaments. Dels 286 habitatges principals, 152 estaven ocupats pels seus propietaris, 104 estaven llogats i ocupats pels llogaters i 30 estaven cedits a títol gratuït; 44 tenien una cambra, 46 en tenien dues, 51 en tenien tres, 81 en tenien quatre i 64 en tenien cinc o més. 189 habitatges disposaven pel capbaix d'una plaça de pàrquing. A 142 habitatges hi havia un automòbil i a 97 n'hi havia dos o més.

### Piràmide de població
La piràmide de població per edats i sexe el 2009 era:
| Homes | Edats   | Dones |
| ----- | ------- | ----- |
| 0     | 95 o +  | 0     |
| 4     | 90 a 94 | 0     |
| 0     | 85 a 89 | 0     |
| 4     | 80 a 84 | 8     |
| 12    | 75 a 79 | 24    |
| 8     | 70 a 74 | 20    |
| 12    | 65 a 69 | 8     |
| 20    | 60 a 64 | 0     |
| 36    | 55 a 59 | 28    |
| 36    | 50 a 54 | 20    |
| 20    | 45 a 49 | 12    |
| 28    | 40 a 44 | 36    |
| 16    | 35 a 39 | 16    |
| 24    | 30 a 34 | 16    |
| 20    | 25 a 29 | 32    |
| 24    | 20 a 24 | 20    |
| 12    | 15 a 19 | 24    |
| 20    | 10 a 14 | 12    |
| 4     | 5 a 9   | 16    |
| 8     | 0 a 4   | 24    |

## Economia
El 2007 la població en edat de treballar era de 400 persones, 330 eren actives i 70 eren inactives. De les 330 persones actives 318 estaven ocupades (164 homes i 154 dones) i 12 estaven aturades (3 homes i 9 dones). De les 70 persones inactives 28 estaven jubilades, 21 estaven estudiant i 21 estaven classificades com a «altres inactius».

### Ingressos
El 2009 a Brides-les-Bains hi havia 263 unitats fiscals que integraven 532 persones, la mediana anual d'ingressos fiscals per persona era de 20.591 €.

### Activitats econòmiques
Dels 210 establiments que hi havia el 2007, 1 era d'una empresa extractiva, 2 d'empreses alimentàries, 11 d'empreses de construcció, 30 d'empreses de comerç i reparació d'automòbils, 4 d'empreses de transport, 80 d'empreses d'hostatgeria i restauració, 2 d'empreses d'informació i comunicació, 5 d'empreses financeres, 16 d'empreses immobiliàries, 6 d'empreses de serveis, 35 d'entitats de l'administració pública i 18 d'empreses classificades com a «altres activitats de serveis».
Dels 37 establiments de servei als particulars que hi havia el 2009, 1 era una oficina de correu, 1 una oficina bancària, 1 taller de reparació d'automòbils i de material agrícola, 1 guixaire pintor, 8 fusteries, 1 lampisteria, 2 electricistes, 5 perruqueries, 10 restaurants, 3 agències immobiliàries, 2 tintoreries i 2 salons de bellesa.
Dels 18 establiments comercials que hi havia el 2009, 1 era una botiga de més de 120 m², 1 una botiga de menys de 120 m², 1 una fleca, 1 una llibreria, 9 botigues de roba, 4 botigues de material esportiu i 1 una floristeria.
L'any 2000 a Brides-les-Bains hi havia 3 explotacions agrícoles.

## Equipaments sanitaris i escolars
L'únic equipament sanitari que hi havia el 2009 era una farmàcia.
El 2009 hi havia una escola elemental integrada dins d'un grup escolar amb les comunes properes formant una escola dispersa.

## Poblacions més properes
El següent diagrama mostra les poblacions més properes.